# Хоппер, Джерри
Джерри Хоппер (англ.  Jerry Hopper), имя при рождении Гарольд Хэнкинс Хоппер (англ. 'Harold Hankins Hopper; 29 июля 1907 – 17 декабря 1988) – американский режиссёр кино и телевидения середины XX века.
Джерри Хоппер проделал путь от офисного клерка на Paramount Studios  до режиссёра более чем 50 кинокартин и некоторых самых популярных телесериалом 1950-х и 1960-х годов.
К числу наиболее памятных фильмов Хоппера относятся «Атомный город» (1952), «Пони-экспресс» (1953), «Тайна инков» (1954), «Очевидное алиби» (1954), «Частные войны майора Бенсона» (1955), «Квадратные джунгли» (1955) и «Никогда не говори «прощай»» (1956). Хоппер поставил также более десяти эпизодов таких телесериалов, как «Папа-холостяк» (1957-1958), «Караван повозок» (1958-1963), «Беглец» (1963-1966), «Правосудие Бёрка» (1964-1965) и «Путешествие на дно океана» (1965-1968).

## Ранние годы и начало карьеры
Джерри Хоппер родился 29 июля 1907 года в городе Гатри, Оклахома, США, он кузен актрисы  Гленды Фаррелл.
В начале 1930-х годов Хоппер переехал на Западное побережье, где начинал как сценарист и кастинг-директор на радио , а с 1935 года стал работать как киномонтажёр на студии Paramount Pictures.
Во время Второй мировой войны Хоппер поступил на службу в армию в качестве военного оператора, заслужив медаль «Пурпурное сердце» за ранение во время высадки на филиппинском острове Лейте.

## Режиссёрская карьера в кинематографе
В 1946 году Хоппер вернулся на студию Paramount, где начал ставить короткометражные фильмы. В 1952 году Хоппер был повышен до режиссёра полнометражных фильмов, дебютировав с картинами «Атомный город» (1952) и «Ураган Смит» (1952). «Атомный город» (1952) был типичным шпионским триллером о похищении сына известного учёного-ядерщика иностранными агентами, ведущими охоту за секретами водородной бомбы. Кинокритик «Нью-Йорк таймс» Босли Краузер после выхода картины дал ей высокую оценку, назвав «малобюджетным, наэлектризованным сенсационным фильмом», который «изящно и реалистично рассказывает лихорадочную историю спасения маленького сына американского физика из Лос-Аламоса», которого похитили вражеские шпионы ради получения секретов создания водородной бомбы. «Он сделан ради саспенса и нервного возбуждения, и именно это он даёт зрителям. Режиссер Джерри Хоппер, молодой человек, который ранее снимал только армейские учебные фильмы и документальные фильмы, продемонстрировал талант, за которым нужно следить» . Фильм принёс номинацию на «Оскар» его сценаристу Сидни Бёму.
Приключенческо-романтический экшн «Ураган Смит» (1953) представлял собой довольно традиционную историю о поисках несколькими конкурирующими группами золотого клада на острове в южных морях. Фильм был снят в цветном формате Technicolor с такими крепкими актёрами, как Джон Айрленд, Ивонн де Карло и Джеймс Крейг.
Вестерн Хоппера «Пони-Экспресс» (1953), по словам критика «Нью-Йорк таймс» Говарда Томпсона, «обманчиво движется в рамках стандартного формата как одна из самых комфортных низкобюджетных конных опер последнего времени». Фильм рассказывает, как Буффало Билл Коди, подстрекаемый Диким Биллом Хикоком и горсткой подручных, подделывает знаменитый почтовый маршрут, проходящий по неосвоенной пустоши с Востока на Запад Америки. По этому новому пути, наполненному такими знакомыми событиями, как «стычки с вопящими индейцами, захватывающие дух спасения, пистолетные дуэли и  пыльная романтика», проходят герои картины, которых сыграли Чарльтон Хестон, Ронда Флеминг, Джен Стерлинг и Форрест Такер. Хотя фильму и не хватает чёткости формы, для «скромного вестерна он может похвастаться весьма грамотной и чистой постановкой» .
Критик Энтони Вейлер в «Нью-Йорк таймс» Назвал приключенческую картину «Тайна инков» (1954) «новоявленным сочетанием перуанского фольклора и охоты за сокровищами, которое в основном интересно из-за его аутентичных и по-настоящему красочных локаций. Съёмки выполнены в действительно великолепных цветах системы Technicolor в Андах на высоте 2700 метров на тех объектах, которые имели свою историю ещё до прихода конкистадоров, что является экранным триумфом, а может быть, и новым словом в истории кино. Это не стандартная туристическая экскурсия, а настоящие поиски уникального золотого украшения с бриллиантами, которые ведёт как группа искателей приключений во главе с Чарльтоном Хестоном, так и официальные археологи, которых возглавляет Роберт Янг. Негодяи похищают украшение, однако под влиянием прекрасной дамы (Николь Мори) герой Хестона после некоторой борьбы со своими сообщниками и с собой возвращает его местным жителям… «Сама история ничем не удивляет, но места, где она разворачивается, безусловно, поражают».
В том же году Хоппер поставил криминально-приключенческий триллер «Моря Аляски» (1954) о борьбе местных рыбаков с организованной преступной бандой,. В этом фильме сыграли такие актёры, как Роберт Райан, Брайан Кит, Джен Стерлинг и Джин Берри.
В центре фильма нуар «Очевидное алиби» (1954) находился полицейский детектив (Стерлинг Хэйден), которого в силу политических интриг увольняют с работы, однако несмотря ни на что он продолжает охоту на человека (Джин Барри), которого подозревает в убийстве трёх своих коллег, добираясь вслед за ним до Мексики. После выхода на экраны Босли Краузер в «Нью-Йорк таймс» охарактеризовал фильм как «мускулистую, но не впечатляющую» драму, в которой «вновь представлена суровая доля полицейского». Деятельность главного героя протекает на фоне «рутинного и безрадостного романа, который создатели картины пытались оживить частыми драками и актами насилия». Однако, по мнению обозревателя, «избиения в этой картине настолько часты, формальны и скучны, что трудно высидеть до конца». Получается «очень скучный и зацикленный на избиениях фильм». Современный киновед Крейг Батлер считает, что «основополагающая завязка фильма достаточно крепкая, но дальнейший материал подан неубедительно и скучно». В фильме «есть потенциал для развития классической нуаровой темы о хорошем и плохом в каждом человеке, так как подозреваемый в начале картины довольно симпатичен, а детектив — нет. Однако эта тема решена неинтересно». Фильм «лишён какой-либо истинной психологической глубины, и просто пытается заставить зрителя переживать за злодея, и злиться на нашего героя… Сюжетные повороты неубедительны, а персонажи часто действуют спонтанно и необоснованно». По мнению Батлера, «слабый сценарий и заурядная режиссёрская работа Хоппера не позволяют фильму подняться на более высокий уровень, несмотря на очень хороший актёрский состав, включающий Стерлинга Хэйдена, Глорию Грэм и Джина Барри. В целом, как считает Батлер, «благодаря актёрам на фильм стоит взглянуть, но в целом он не представляет собой ничего особенного». Однако, по мнению современного киноведа Майкла Кини, «фильм удался, если не принимать во внимание склонность Барри к переигрыванию» . А Дэвид Хоган отметил, что «этот скромный по бюджету нуар студии Universal отличает ровное и живое мастерство. С первого взгляда это простая история о мести, но при более внимательном взгляде становится ясно, что он движим темой двойных жизней» . И, кроме того, этому «небольшому фильму удаётся успешно показать, что мститель с налётом безумия иногда наилучшим образом подходит для того, чтобы одолеть закоренелого преступника». Как полагает Хоган, «сценарист и режиссёр Хоппер представили в этом фильме склонность к грубым, жёстким действиям и к запугиванию в качестве добродетели».
Семейная романтическая комедия «Частные войны майора Бенсона» (1955) рассказывала об проштрафившемся майоре (Чарльтон Хестон), которого отправляют в почётную ссылку руководить школой для неблагополучных детей при военной академии в Санта-Барбаре. Во время работы и общения с детьми майор не только переосмысливает многое в своей жизни, но и находит свою любовь в лице привлекательной докторши (Джули Адамс). Как написал современный историк кино Деннис Шварц, «Хоппер грамотно ставит этот ситком, который очень стремится угодить зрителю. Фильм наполнен милой сентиментальной чепухой и до крайности манипулятивен, но Хестон демонстрирует удивительное чутьё на комедию и делает её, по крайней мере, вполне достойной просмотра». Фильм оказался популярным, и Хестон, который работал не за зарплату, а за процент от прибыли, «в конечном итоге неплохо подзаработал». Фильм был номинирован на «Оскар» за лучший сценарий, а Хоппер получил номинацию за лучший фильм на кинофестивале в Сан-Себастьяне.
В том же году Хоппер выступил режиссёром таких фильмов, как романтическая мелодрама «Одно желание» (1955) с Энн Бакстер и Роком Хадсоном, вестерн «Дымовой сигнал» (1955) с Дэной Эндрюсом и Пайпер Лори, а также спортивный нуар «Квадратные джунгли» (1955) с Тони Кёртисом
В 1956 году Хоппер выпустил на студии Universal Pictures три добротные картины. Сначала  (совместно с Дугласом Серком) он выпустил романтическую мелодраму с Хадсоном и Корнелл Борхерс «Никогда не говори прощай» (1956), действие которой происходит в Вене в 1945 году. Он также режиссировал комедии «Игрушечный тигр» (1956) с Джеффом Чандлером и Лорейн Дэй и «Всё, кроме правды» (1956) с Морин О’Харой и Джоном Форсайтом .
Начиная с 1957 года, Хоппер стал много работать на телевидении, поставив до конца карьеры лишь четыре фильма – семейный вестерн «Путешественник по Миссури» (1958) с Брэндоном Де Вайлдом и Ли Марвином, криминальную мелодраму «План ограбления» (1961), военную драму «Махарлика» (1970) о борьбе будущего президента Филиппин Фердинанда Маркоса против японских захватчиков во время Второй мировой войны, а также вестерн «Мадрон» (1970), с Ричардом Буном, который снимался в Израиле. Этот фильм стал последней работой Хорнера в кинематографе.

## Карьера на телевидении
Но, как было отмечено в «Лос-Анджелес таймс», Хоппер «не ограничивался большим экраном». Начиная с 1975 года, Хоппер поставил 176 эпизодов 51 сериала.
Его первой крупной работой стал хитовый ситком «Папа-холостяк», в период 1958-1959 годов Хоппер поставил 15 эпизодов этого сериала . В дальнейшем Хоппер поставил эпизоды таких популярных сериалов, как вестерн «Стрелок» (1958-1959, 4 эпизода), «Театр Вестингаус» (1961), 7 эпизодов), вестерн «Есть оружие - будут путешествия»(1962-1963, 6 эпизодов), вестерн «Караван повозок» (1958-1963, 24 эпизода), вестерн «Дымок из ствола» (1963-1964, 4 эпизода), комедийный хоррор «Семейка Аддамс» (1964, 4 эпизода), детектив «Правосудие Бёрка» (1964-1965, 11 эпизодов), триллер «Беглец» (1963-1964, 14 эпизодов), судебная драма «Перри Мейсон» (1961-1966, 6 эпизодов), комедия «Остров Гиллигана» (1966-1967, 7 эпизодов) и  приключенческий научно-фантастический сериал «Путешествие на дно океана» (1965-1968, 15 эпизодов).

## Личная жизнь
Джерри Хоппер был женат трижды. В 1938 году он женился на актрисе Марше Хант, однако в 1945 году их брак закончился разводом.
С 1949 по 1963 год Хоппер был женат на Уинифред Джойс Робинсон. В этом браке у Хоппера родилось четверо детей, однако в итоге он также закончился разводом.
Третьей женой Хоппера стала пианистка Дороти Эллис, в браке с которой он прожил до своей смерти в 1988 году .
Один из сыновей актёра Джей Хоппер (англ. Jay Hopper) стал актёром озвучивания.

## Смерть
Джерри Хоппер умер 17 декабря 1988 года в больнице Сан-Клементе, Калифорния, США, от сердечной недостаточности в возрасте 81 года.
У Хоппера осталась жена Дороти Эллис, 4 сына, 2 дочери, 15 внуков и 3 правнуков.

## Фильмография
| Год       | Название                                 | Оригинальное название                    | Фильм / телесериал | Примечание                                         |
| --------- | ---------------------------------------- | ---------------------------------------- | ------------------ | -------------------------------------------------- |
| 1946      | Золотые туфельки                         | Golden Slippers                          | Фильм              | Короткометражка                                    |
| 1947      | Сладкий и низкий                         | Sweet and Low                            | Фильм              | Короткометражка                                    |
| 1947      | Гладкое плавание                         | Smooth Sailing                           | Фильм              | Короткометражка                                    |
| 1948      | Звон, звон, звон                         | Jingle, Jangle, Jingle                   | Фильм              | Короткометражка                                    |
| 1950      | Ожившая история                          | History Brought to Life                  | Фильм              | Документальная короткометражка                     |
| 1950      | Ожившая история                          | History Brought to Life                  | Фильм              | Документальная короткометражка, в титрах не указан |
| 1951      | Кинооператор                             | The Cinematographer                      | Фильм              | Документальная короткометражка, в титрах не указан |
| 1952      | Атомный город                            | The Atomic City                          | Фильм              |                                                    |
| 1952      | Ураган Смит                              | Hurricane Smith                          | Фильм              |                                                    |
| 1953      | Пони-экспресс                            | Pony Express                             | Фильм              |                                                    |
| 1954      | Моря Аляски                              | Alaska Seas                              | Фильм              |                                                    |
| 1954      | Очевидное алиби                          | Naked Alibi                              | Фильм              |                                                    |
| 1954      | Тайна инков                              | Secret of the Incas                      | Фильм              |                                                    |
| 1955      | Одно желание                             | One Desire                               | Фильм              |                                                    |
| 1955      | Частные войны майора Бенсона             | The Private War of Major Benson          | Фильм              |                                                    |
| 1955      | Дымовой сигнал                           | Smoke Signal                             | Фильм              |                                                    |
| 1955      | Квадратные джунгли                       | The Square Jungle                        | Фильм              |                                                    |
| 1956      | Всё, кроме правды                        | Everything But the Truth                 | Фильм              |                                                    |
| 1956      | Никогда не говори «прощай»               | Never Say Goodbye                        | Фильм              |                                                    |
| 1956      | Борцы с акулами                          | The Sharkfighters                        | Фильм              |                                                    |
| 1956      | Игрушечный тигр                          | The Toy Tiger                            | Фильм              |                                                    |
| 1957      | Джейн Уаймен представляет Театр у камина | Jane Wyman Presents The Fireside Theatre | Телесериал         | 1 эпизод                                           |
| 1957      | Предоставьте это Биверу                  | Leave It to Beaver                       | Телесериал         | 1 эпизод                                           |
| 1957      | Театр «Дженерал Электрик»                | General Electric Theater                 | Телесериал         | 1 эпизод                                           |
| 1957-1958 | Студия 57                                | Studio 57                                | Телесериал         | 2 эпизода                                          |
| 1957-1958 | Папа-холостяк                            | Bachelor Father 7                        | Телесериал         | 15 эпизодов                                        |
| 1957-1961 | Истории Уэллс-Фарго                      | Tales of Wells Fargo                     | Телесериал         | 2 эпизода                                          |
| 1958      | Путешественник по Миссури                | The Missouri Traveler                    | Фильм              |                                                    |
| 1958      | Как выйти замуж за миллионера            | How to Marry a Millionaire               | Телесериал         | 1 эпизод                                           |
| 1958      | Барабан Джефферсона                      | Jefferson Drum                           | Телесериал         | 1 эпизод                                           |
| 1958      | Обнажённый город                         | Naked City                               | Телесериал         | 1 эпизод                                           |
| 1958      | Шоу Боба Хоупа                           | The Bob Hope Show                        | Телесериал         | 1 эпизод                                           |
| 1958-1959 | Театр Зейна Грея                         | Zane Grey Theatre                        | Телесериал         | 2 эпизода                                          |
| 1958-1959 | Стрелок                                  | The Rifleman                             | Телесериал         | 4 эпизода                                          |
| 1958-1963 | Караван повозок                          | Wagon Train                              | Телесериал         | 24 эпизода                                         |
| 1959      | Театр «Вестингхауз-Дезилу»               | Westinghouse Desilu Playhouse            | Телесериал         | 1 эпизод                                           |
| 1959      | Специальный агент 7                      | Special Agent 7                          | Телесериал         | 1 эпизод                                           |
| 1959      | Симаррон                                 | Cimarron City                            | Телесериал         | 1 эпизод                                           |
| 1959      | Маркэм                                   | Markham                                  | Телесериал         | 1 эпизод                                           |
| 1959      | Закон жителя равнины                     | Law of the Plainsman                     | Телесериал         | 1 эпизод                                           |
| 1959      | Город Уичита                             | Wichita Town                             | Телесериал         | 2 эпизода                                          |
| 1959      | Неприкасаемые                            | The Untouchables                         | Телесериал         | 1 эпизод                                           |
| 1959-1960 | Мистер Счастливчик                       | Mr. Lucky                                | Телесериал         | 2 эпизода                                          |
| 1959-1960 | Команда М                                | M Squad                                  | Телесериал         | 3 эпизода                                          |
| 1960      | Сухопутный маршрут                       | Overland Trail                           | Телесериал         | 1 эпизод                                           |
| 1960      | Шайенн                                   | Cheyenne                                 | Телесериал         | 1 эпизод                                           |
| 1960      | Клондайк                                 | Klondike                                 | Телесериал         | 1 эпизод                                           |
| 1960      | Бэт Мастерсон                            | Bat Masterson                            | Телесериал         | 1 эпизод                                           |
| 1961      | План ограбления                          | Blueprint for Robbery                    | Фильм              |                                                    |
| 1961      | Шепчущий Смит                            | Whispering Smith                         | Телесериал         | 1 эпизод                                           |
| 1961      | Театр «Вестингаус»                       | Westinghouse Playhouse                   | Телесериал         | 7 эпизодов                                         |
| 1961-1966 | Перри Мейсон                             | Perry Mason                              | Телесериал         | 9 эпизодов                                         |
| 1962      | Новое поколение                          | The New Breed                            | Телесериал         | 1 эпизод                                           |
| 1962      | Час Альфреда Хичкока                     | The Alfred Hitchcock Hour                | Телесериал         | 1 эпизод                                           |
| 1962-1963 | Есть оружие — будут путешествия          | Have Gun - Will Travel                   | Телесериал         | 6 эпизодов                                         |
| 1963      | Отпускной театр                          | Vacation Playhouse                       | Телесериал         | 1 эпизод                                           |
| 1963-1964 | Дымок из ствола                          | Gunsmoke                                 | Телесериал         | 4 эпизода                                          |
| 1963-1966 | Беглец                                   | The Fugitive                             | Телесериал         | 14 эпизодов                                        |
| 1963-1970 | Виргинец                                 | The Virginian                            | Телесериал         | 2 эпизода                                          |
| 1964      | Семейка Аддамс                           | The Addams Family                        | Телесериал         | 4 эпизода                                          |
| 1964      | Валентинов день                          | Valentine's Day                          | Телесериал         | 3 эпизода                                          |
| 1964-1965 | Правосудие Бёрка                         | Burke's Law                              | Телесериал         | 11 эпизодов                                        |
| 1965      | Вертикальный взлёт                       | 12 O'Clock High                          | Телесериал         | 2 эпизода                                          |
| 1965      | Хани Уэст                                | Honey West                               | Телесериал         | 1 эпизод                                           |
| 1965-1968 | Путешествие на дно океана                | Voyage to the Bottom of the Sea          | Телесериал         | 15 эпизодов                                        |
| 1966      | Человек по имени Шенандоа                | Man Called Shenandoah                    | Телесериал         | 1 эпизод                                           |
| 1966      | Ларедо                                   | Laredo                                   | Телесериал         | 1 эпизод                                           |
| 1966      | Туннель времени                          | The Time Tunnel                          | Телесериал         | 1 эпизод                                           |
| 1966-1967 | Остров Гиллигана                         | Gilligan's Island                        | Телесериал         | 7 эпизодов                                         |
| 1966-1967 | Время подошло                            | It's About Time                          | Телесериал         | 6 эпизодов                                         |
| 1967      | Мистер Потрясаяющий                      | Mr. Terrific                             | Телесериал         | 1 эпизод                                           |
| 1968      | Напряги извилины                         | Get Smart                                | Телесериал         | 2 эпизода                                          |
| 1969      | Требуется вор                            | It Takes a Thief                         | Телесериал         | 1 эпизод                                           |
| 1970      | Мадрон                                   | Madron                                   | Фильм              |                                                    |
| 1970      | Махарлика                                | Maharlika                                | Фильм              |                                                    |
| 1972      | Бык с запада                             | The Bull of the West                     | Телефильм          |                                                    |
| 1987      | Всё ещё Бивер                            | Still the Beaver                         | Телесериал         | 1 эпизод                                           |